# Litein
Litein – miasto w Kenii, w hrabstwie Kericho. W 2019 liczyło 13,4 tys. mieszkańców. 